# Leith
Leith (IPA: /liːθ/; in gaelico scozzese Lìte) è un distretto di Edimburgo, capitale della Scozia.
Si trova nel settore settentrionale della città, alla foce del Water of Leith e ivi si trova il porto cittadino.
Tra il 1833 e il 1920 godette del rango di borgo, ma da tale data è sotto l'autorità del consiglio cittadino di Edimburgo.

## Storia
Storicamente Leith era governata dal consiglio cittadino di Edimburgo, con un'organizzazione divisa di balivi nominati da vari enti non in contatto tra di loro. I risultati furono molto insoddisfacenti e mezza Leith non disponeva di governo municipale o di magistrati locali. Una legge del parlamento del 1827 predispose un governo municipale e l'amministrazione della giustizia nel paese, fornendo il pattugliamento, la pavimentazione, la pulizia e l'illuminazione con il comune di Edimburgo come referente verso i cittadini di Leith. Nel 1833 la legge di riforma delle borgate rese Leith un borgo parlamentare rappresentato insieme a Portobello e Musselburgh da un membro del parlamento. Il 1º novembre 1833, Leith divenne un borgo municipale separato, con i suoi sindaci, magistrati e il comune non era più gestito da balivi. La crescita continua portò Leith ed Edimburgo a formare un'unica zona urbanizzata. Leith fu accorpata ad Edimburgo nel 1920 a seguito di un plebiscito nel quale 26 810 abitanti di Leith votarono a favore della fusione, mentre 4340 votarono contro.
Leith vanta un ruolo importante e duraturo nella storia scozzese: come principale accesso portuale a Edimburgo, ha fatto da sfondo a molti eventi significativi della storia scozzese. Maria di Guisa governò la Scozia da Leith nel 1560 come reggente per sua figlia, Maria Stuarda. allo stesso tempo la corte scozzese era collocata a Leith. La reggenza finì in disastro con le truppe cattoliche francesi scacciate da forze scozzesi aiutate da truppe protestanti inglesi. I resti del campo di battaglia sono diventati un parco chiamato Leith Links: due monticelli erbosi sono i piazzamenti dei cannoni del 1560. L'anno seguente Maria Stuarda arrivò a Leith per iniziare i suoi sfortunati sei anni di regno.
Circa un secolo più tardi, Leith era sia un campo di battaglia e un quartier generale per le forze di Oliver Cromwell. Un'arcata della vecchia cittadella di Leith rimane l'unica vestigia delle estese fortificazioni cromwelliane costruite in previsione dell'avanzata a nord dell'esercito puritano delle roundheads.
I Links è anche il luogo dove sono state trovate le tracce più antiche del golf; era soggetto di un divieto di re Giacomo II del 1457 poiché interferiva con lo sport più utile del tiro con l'arco, confermato nel 1714 dalla prima gara della Freccia di Edimburgo della Royal Company of Archers. I Links sono il luogo di un primo tracciato a cinque buche costruito nel XVIII secolo. Leith si fregia del titolo di "casa del golf" poiché le regole ufficiali del golf, inizialmente formulate a Leith nel 1744 dalla Honorable Company of Edinburgh Golfers, furono adottate più tardi da St. Andrews.
Durante la guerra d'indipendenza americana John Paul Jones, uno scozzese a cui si attribuisce la fondazione della marina americana, condusse una flottiglia di tre precedenti vascelli francesi contro Leith. Le navi da guerra pesantemente armate vennero, a quanto pare, respinte dal tempo inclemente. Leith costruì delle fortificazioni a seguito di questo evento per prevenire il ripetersi di minacce al porto di Edimburgo. Parte di Leith è ancora oggi conosciuta come "Il Forte", nonostante tutti gli edifici del XVIII secolo, a parte un portale, siano andati da tempo.
Vi è una lunga storia di devozione a Leith che si può far risalire almeno sino al XII secolo. Dopo la riforma scozzese la principale chiesa parrocchiale (kirk) di Leith era la chiesa parrocchiale di South Leith, costruita inizialmente nel 1483. Nel giugno 1811 un censo statistico della popolazione dava la popolazione di South Leith a 15938; North Leith 4875. Con una processione ed una cerimonia, fu posata la prima pietra della nuova chiesa per la parrocchia di North Leith l'11 aprile 1814.
Leith era il porto di entrata per la visita di re Giorgio IV in Scozia, e fu dato il nome all'Hotel della vecchia nave e sbarco del re per ricordare l'arrivo del re per nave allo Shore di Leith per questo evento che rese celebri i simboli dell'identità nazionale scozzese.
I moli di Leith divennero noti come il porto di Edimburgo e le modeste strutture di riparazione e costruzione di navi crebbero. Il 20 maggio 1806 vi fu una processione guidata dal sindaco di Edimburgo, con vari magistrati (balivi) ed un numeroso gruppo di signori e dame, per l'apertura del primo nuovo Wet Dock, un molo che mantiene costante il livello nel bacino indipendentemente dalla marea, il primo di questo tipo in Gran Bretagna. Il naviglio del Fife The Buccleuch fu il primo ad entrare nel molo, con i dignitari a bordo, tra le salve di artiglieria del Forte e delle nava di guerra di sua maestà nel Roads. la prima pietra per il secondo wet dock fu posata il 14 marzo 1811, che fu completato e aperto con l'opportuna cerimonia nel 1817 dal sindaco Arbuthnot. Nello stesso anno fu eretta la Trinity House nel Kirkgate in stile architettonico greco per un costo di 2500£.
La darsena di Leith attraversò un periodo di grave declino durante il secondo dopoguerra, con l'area che ricevette la reputazione di rozzezza e prostituzione, con 'zona di tolleranza' ufficiale fino al 2001. Negli anni recenti Leith ha subito un'importante rivalutazione ed è ora un porto trafficato con visite di navi da crociera e ospita il Royal Yacht Britannia, Ocean Terminal e uffici amministrativi di vari dipartimenti del governo scozzese. Il 'Progetto Leith' del comune e del governo ha fornito un'ulteriore spinta economica. L'area costiera di Leith, una volta malfamata, è ora centro di una serie di ristoranti e pubs in un'incantevole cornice.

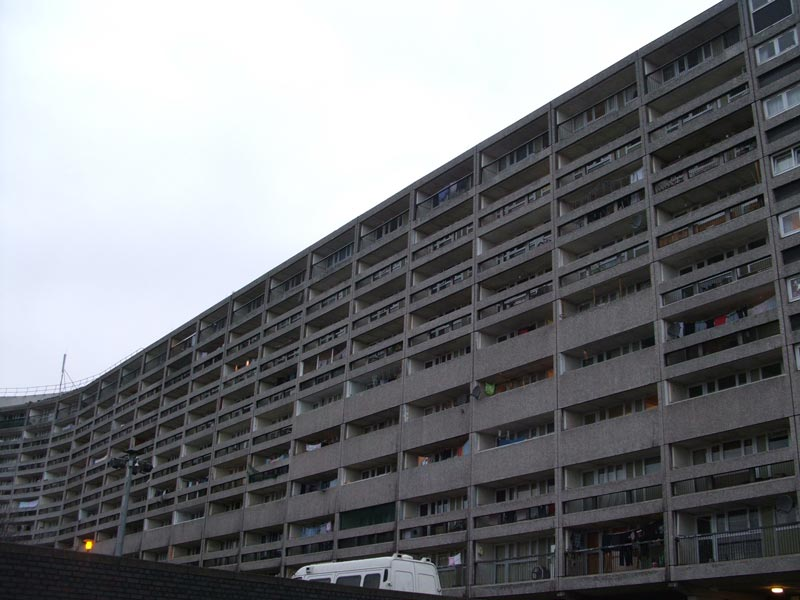
Leith 'Banana Flats'

## Geografia fisica
Dopo decenni di declino industriale, sgombro di baraccopoli e relativo spopolamento nell'era post-bellica, Leith iniziò gradualmente a beneficiare di una svolta nei tardi anni ottanta. Vari vecchi impianti industriali furono sviluppati con modesti caseggiati a basso costo, mentre piccole imprese industriali furono costruite a Swanfield, Bonnington, Seafield e Lindsay Road. The Shore sviluppò una manciata di ristoranti di alto livello, compreso il primo dell'innovativa catena di hotel Malmaison in una riconversione del vecchia Seamans Mission, mentre furono ripulite le desolate rive del Water of Leith dall'inquinamento industriale e fu aperto un percorso pedonale pubblico.
La graduale rinascita di Leith fu notevolmente accelerata dalla decisione dell'Ufficio scozzese (ora governo scozzese) di acquistare i vecchi moli est e ovest, allora in disuso, che furono riempiti come terreni a basso costo per uno dei suoi uffici funzionari nella metà degli anni Novanta. L'influsso dei ben pagati lavori funzionari stimolarono il commercio locale e favorirono la crescente fama di Leith come piccolo luogo di affari e di colletti bianchi. Seguirono lo sviluppo di vasta scala di servizi e di turismo, compreso il complesso Ocean Terminal e il Royal Yacht Britannia attraccato permanentemente. Dal 2012 Ocean Terminal e la zona dell'esecutivo scozzese saranno connesse dalla nuova rete tramviaria di Edimburgo.

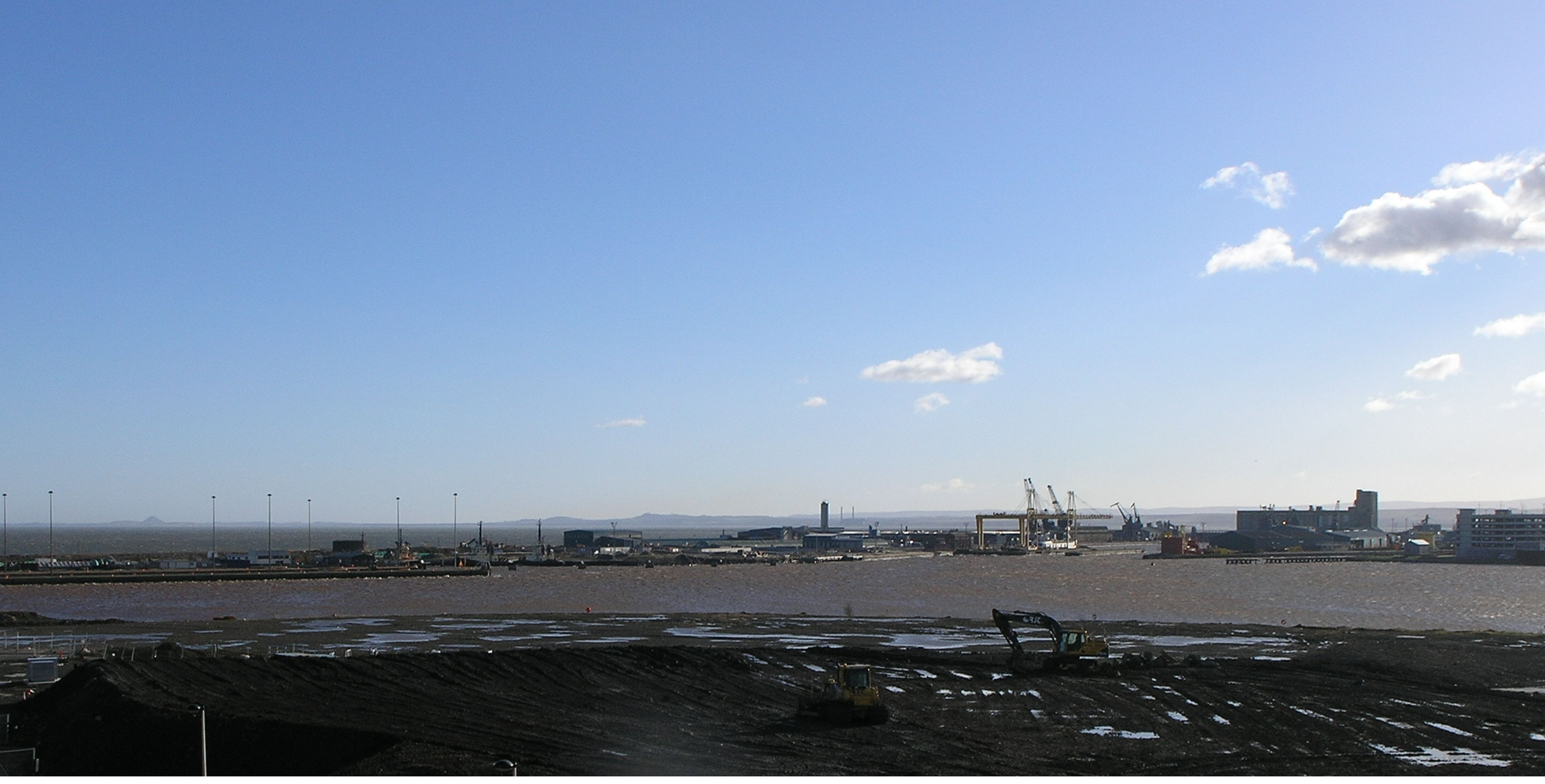
Western Harbour

Nel 2004 il proprietario dei Docks, Forth Ports, ha annunciato i piani per la chiusura del porto e il completamento di un'importante rivalutazione dell'area. Lo sviluppo programmato, a cui fu data una consulenza pianificatoria aggiuntiva da parte del Comune di Edimburgo nel 2004, sarà dell'ordine di un piccolo paese con più di 17000 case. Comprenderà lo sviluppo sul riempito Wester Harbour così come complessi residenziali, ricreativi, commerciali e al dettaglio sul resto dei vecchi moli. Il design urbano del progetto rimarrà nel contesto delle vecchie strutture di Leith e fornirà una grande quantità di spazi aperti pubblici e privati, compresi due grandi parchi e numerosi collegamenti pedonali tra i moli. Si conta di completare l'intero progetto intorno al 2020. I piani non sono stati accolti molto positivamente, con preoccupazioni riguardo alla non eccessiva importanza data dallo schema ad alloggi a basso costo, che andrà solo a peggiorare la diseguaglianza di reddito che già esiste a Leith.

### Area
Le strade di Leith comprendono Constitution Street, Great Junction Street, Leith Walk e Easter Road, Edinburgh.

## Cultura e comunità
- L'Hibernian Football Club ha lo stadio di Easter Road a Leith[6]

- Il pub Utopia su Easter Road iniziò una campagna di protesta contro il cancelliere dell'esecutivo Alistair Darling dopo il budget del 2008[7]

- I personaggi protagonisti del romanzo Trainspotting, e successivamente di Skagboys, Porno, L'artista del coltello e Morto che cammina, sono originari di Leith; lo è lo stesso autore Irvine Welsh, nei cui romanzi è possibile incontrare lunghe descrizioni della cittadina e della sua storia.
- Leith è un'opera pittorica del 1881, in forma di scorcio della cittadina, dipinta dal pittore italiano Telemaco Signorini